# Independência (Ceará)
Independência is een gemeente in de Braziliaanse deelstaat Ceará. De gemeente telt 26.317 inwoners (schatting 2009).
De gemeente grenst aan Tamboril, Monsenhor Tabosa, Boa Viagem, Pedra Branca, Tauá, Quiterianópolis, Novo Oriente en Crateús.

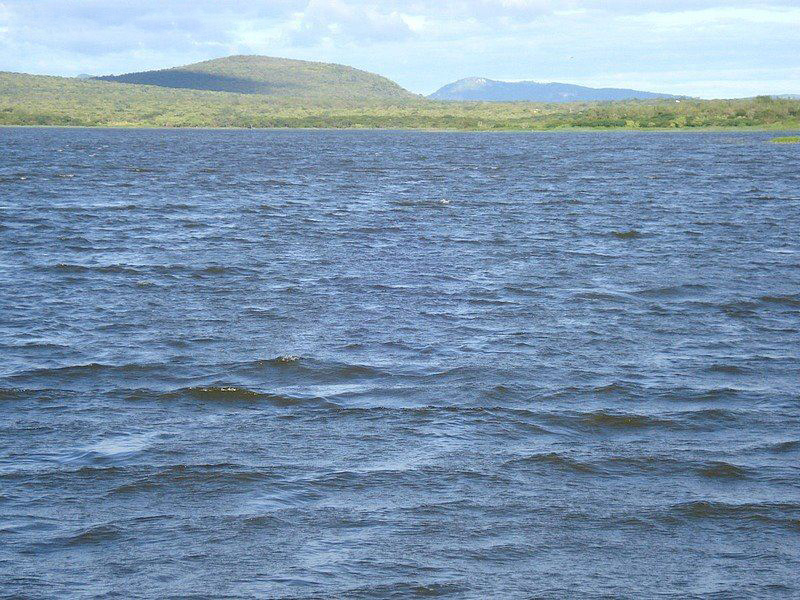
Oever van de Cupim